# Hans Makart
Hans Makart, né à Salzbourg le 28 mai 1840 et mort à Vienne 3 octobre 1884, est un peintre et décorateur austro-hongrois.

## Biographie
Né en 1840, il reçoit à partir de 1850 une formation à l'Académie des beaux-arts de Vienne auprès de Johann Fischbach et est proche de Fritz Schider. Il vit pendant deux ans à Munich, où il attire l'attention de Karl von Piloty, qui devient son mentor pendant la première moitié des années 1860. Il voyage ensuite en Europe, et séjourne successivement à Londres, Paris et Rome, afin de parachever ses études. Puis il revient s'installer à Vienne en 1869. Cette année-là, il se marie avec la Munichoise Amalie Franziska Roithmayr, mais celle-ci décède dès 1873.
Hans Makart a exercé une influence significative sur la peinture, la mode, le style et la décoration théâtrale à l'époque de l'Empire austro-hongrois. C'est une figure célèbre de la culture viennoise. Son importance était considérée par ses contemporains comme équivalente à celle d'un Rubens quelques siècles auparavant. Son influence picturale était relativement conformiste et a suscité ensuite en réaction le mouvement de la Sécession viennoise animé notamment par Klimt (bien que celui-ci ait débuté comme décorateur dans l'équipe de ce Hans Makart et en ai été influencé).
On connaît quatre autoportraits de l'artiste, dont l'Autoportrait face au chevalet, probablement réalisé pendant son séjour à Munich. Ce dernier est empreint du mythe de la bohème et a été sans doute influencé par son séjour à Paris.
Il meurt relativement jeune, à 44 ans, en octobre 1884, de conséquences de la syphilis,.

## Œuvre
- 1870 ; La Fête de Bacchus
- 1870 : Abundantia. Les dons de la terre, huile sur toile, 162 × 447 cm, Musée d'Orsay, Paris[7]
- 1863-1864 : Sieste à la cour des Médicis (Siesta at the Medici s' Court), musée de l'Ermitage, Saint-Pétersbourg, collection d'Alexandre von Stieglitz, huile sur toile.
- 1873 -1874 : Bacchus et Ariane, au palais du Belvédère, à Vienne.
- 1874-1875 :
  - La Chasse sur le Nil de Cléopâtre, musée du Belvédère, Vienne.
  - Cléopâtre, Staatsgalerie, Stuttgart.
- 1875 : 
  - La Mort de Cléopâtre, Museumslandschaft Hessen Kassel, Neue Galerie, Cassel.
  - La Lettre d'amour, collection privée.
- 1878 : La Joyeuse Entrée de Charles Quint à Anvers, Kunsthalle de Hambourg.
- vers 1878 : Portrait de Clothilde Beer, huile sur toile, au musée de Salzbourg.
- vers 1880 : La Fauconnière, huile sur toile, 106,3 × 79,8 cm, à la Neue Pinakothek de Munich. Durant le Troisième Reich, elle a appartenu au ministre Hermann Göring, offerte par Adolf Hitler à son affidé en 1938 pour son anniversaire[8].

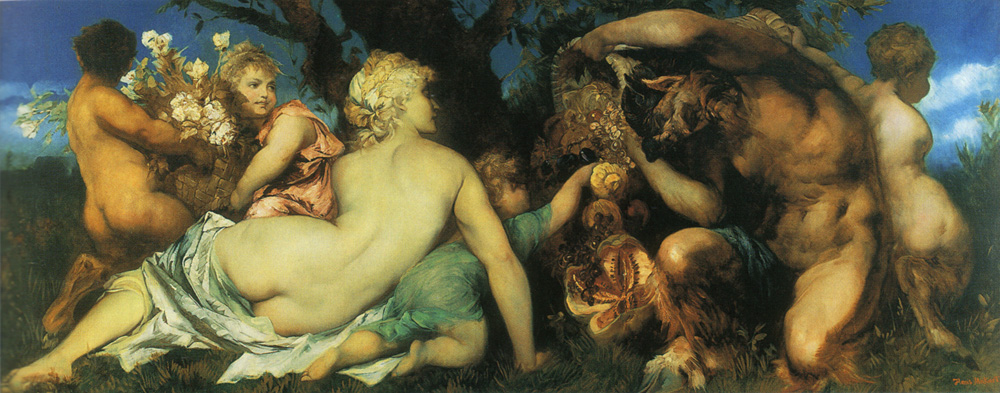
La fête de Bacchus, Munich

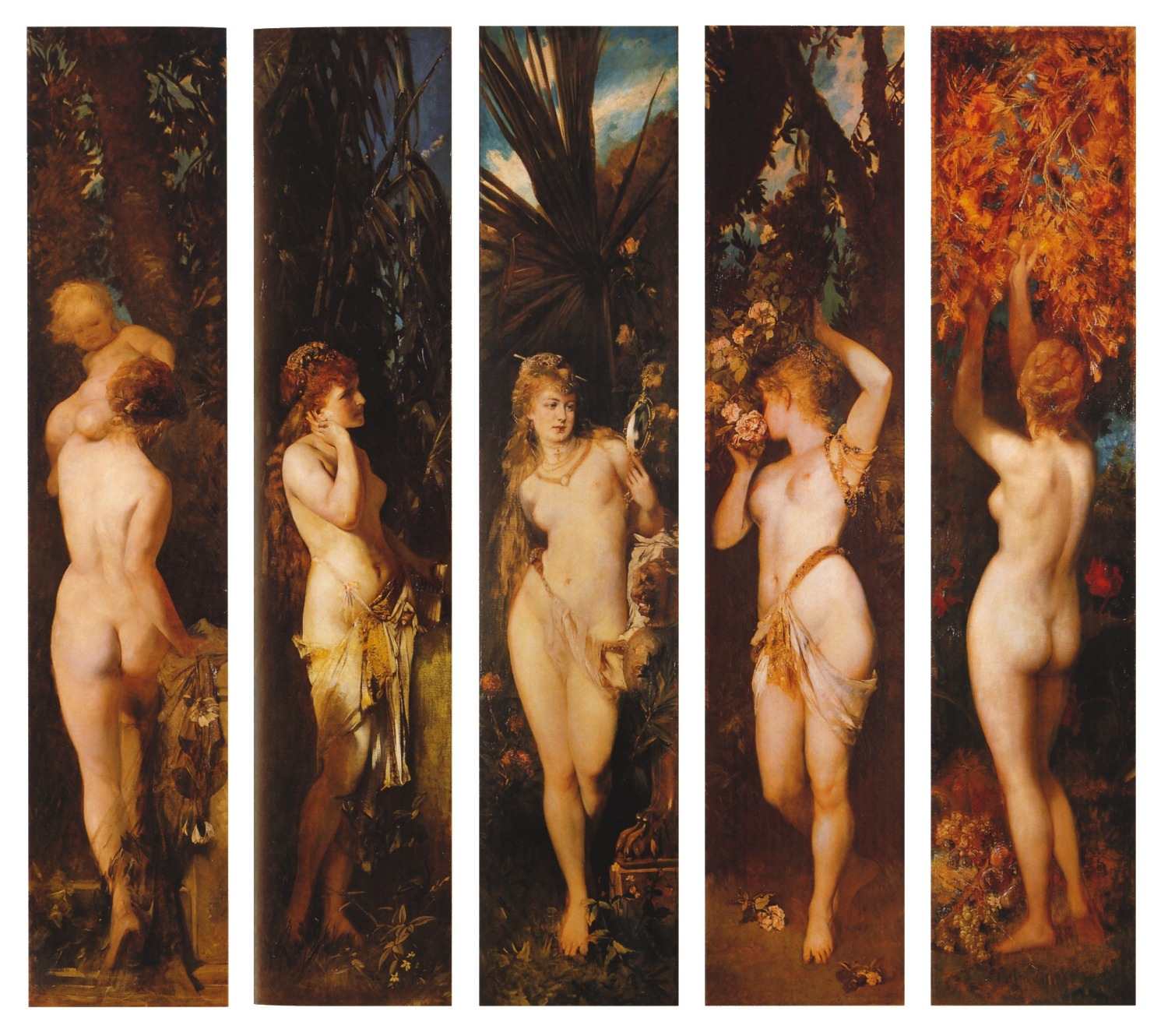
Les cinq sens, 1872 - Vienne, Musée du Belvédère

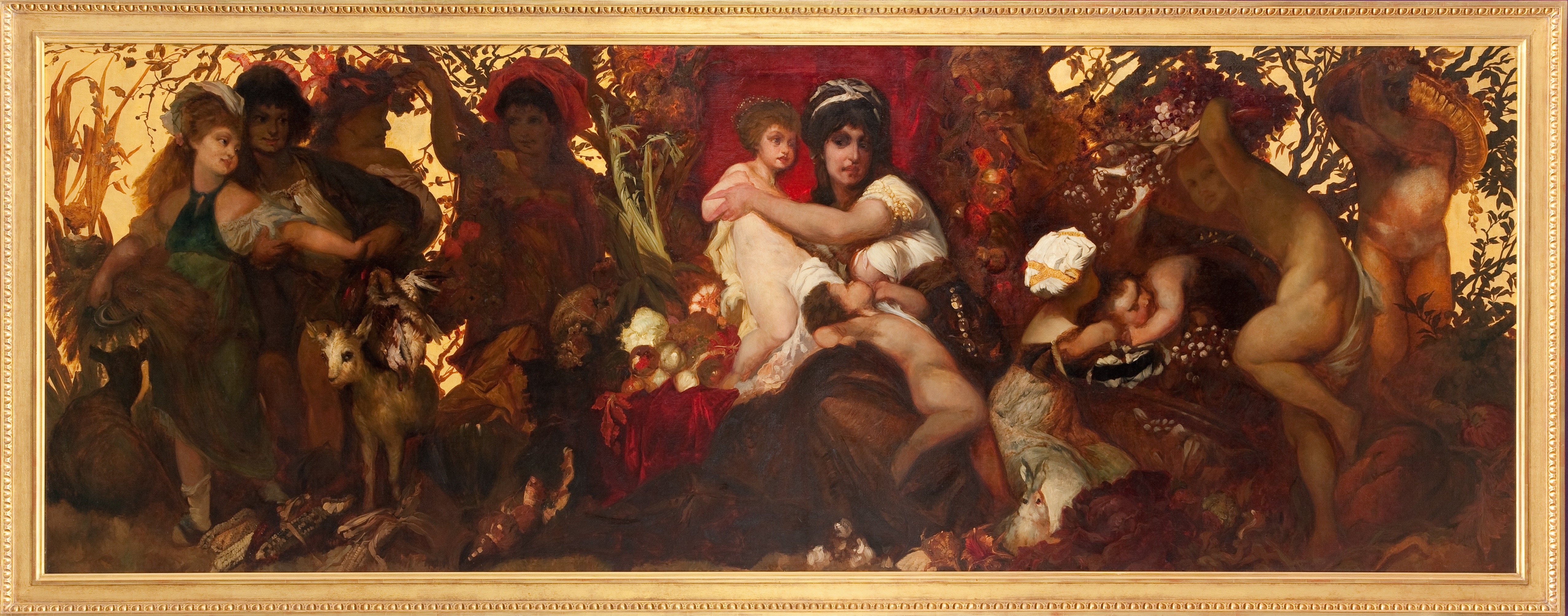
Les dons de la Terre,1870 - Paris, Musée d'Orsay
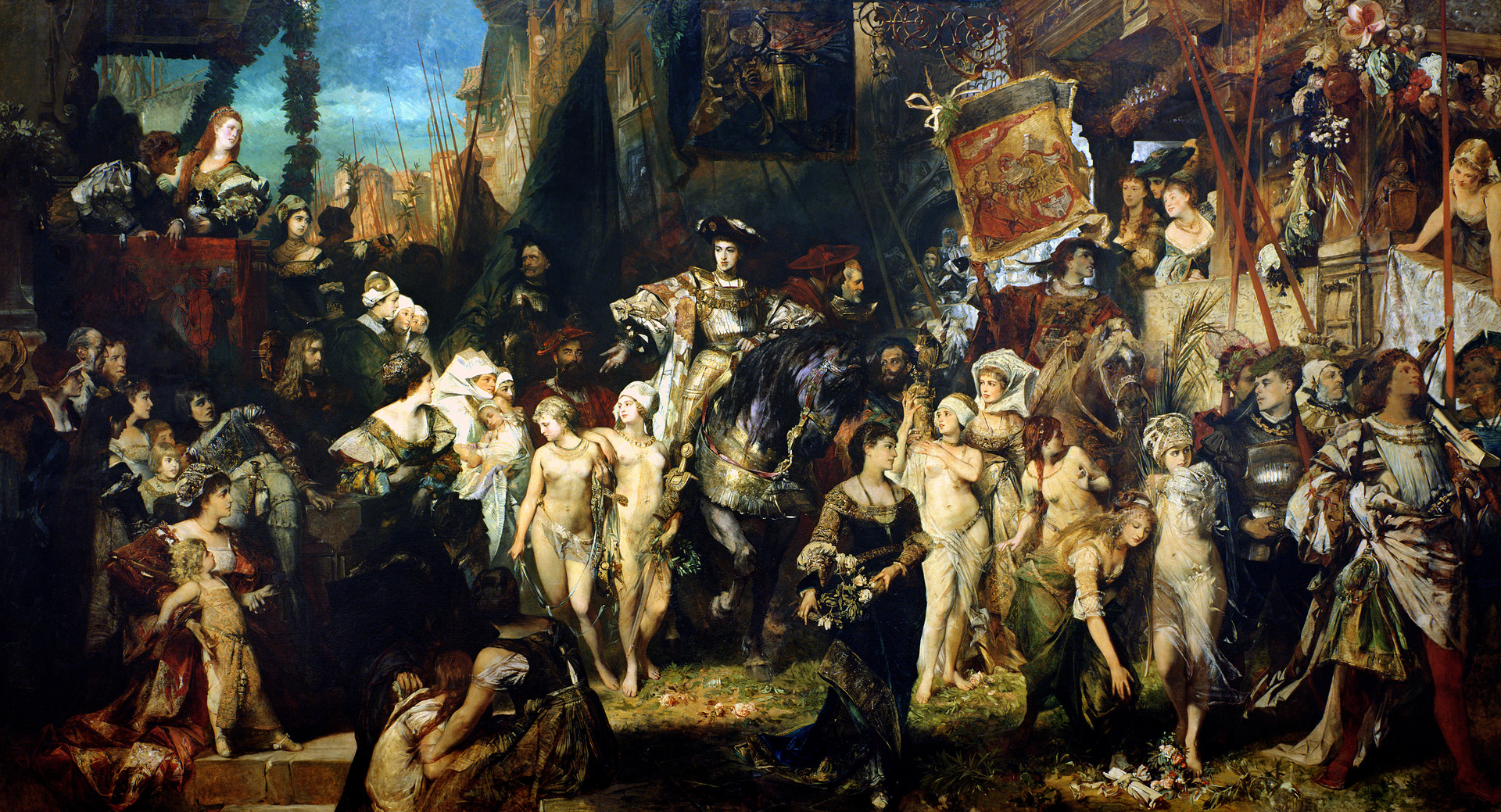
La joyeuse entrée de Charles Quint à Anvers, 1878 - Hambourg, Kuntshalle

## Expositions
- 1883 : Les Cinq Sens à Rouen[9]
- 1972 : Makart, à la Staatliche Kunsthalle de Baden-Baden.
- 2011 : Makart. Maler der sinne, au palais du Belvédère, à Vienne.

## Notes et références

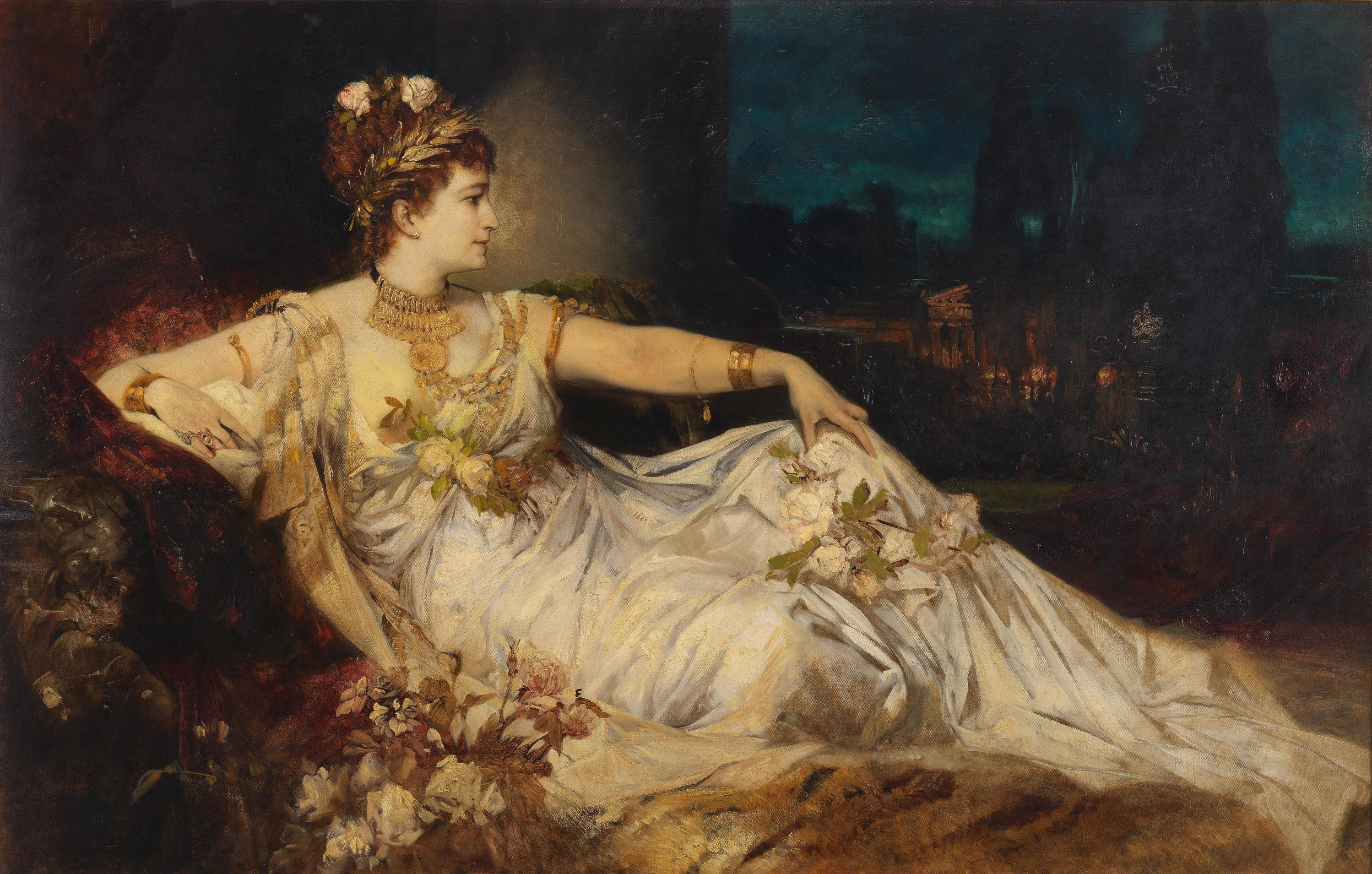
Charlotte Wolter en Messaline (vers 1875), Vienna Museum, Vienne.